# Shaking The Habitual
Shaking the Habitual är den svenska gruppen The Knifes fjärde musikalbum, utgivet den 5 april 2013.

## Låtlista

### CD 1
1. A Tooth for an Eye - 6:04
2. Full of Fire - 9:17
3. A Cherry on Top - 8:43
4. Without You My Life Would Be Boring - 5:14
5. Wrap Your Arms Around Me - 4:36
6. Crake - 0:55
7. Old Dreams Waiting To Be Realized - 19:02

### CD 2
1. Raging Lung - 9:58
2. Networking - 6:42
3. Oryx - 0:37
4. Stay Out Here - 10:42
5. Fracking Fluid Injection - 9:54
6. Ready to Lose - 4:36